# Îles ABC (Antilles)
Pour l’article homonyme, voir Îles ABC.
Cet article concerne les îles ABC  des Antilles néerlandaises. Pour îles ABC du Sud-Est de l'Alaska, voir Îles ABC (Alaska). Pour les homonymes, voir ABC.
Les îles ABC ou Petites Antilles néerlandaises sont trois îles faisant partie des îles Sous-le-Vent, au large de la côte vénézuélienne : Aruba à l'ouest, Bonaire à l'est, et Curaçao. Elles font partie du Royaume des Pays-Bas. Aruba et Curaçao ont un statut particulier ; Bonaire est depuis 2010 une municipalité à statut spécial.
À ces trois îles principales, il faut ajouter Klein Bonaire et Klein Curaçao (où klein signifie petit en néerlandais), deux îlots inhabités situés à proximité des îles correspondantes.
La langue la plus parlée (et co-officielle avec le néerlandais) y est le papiamento, un créole à base portugaise, contrairement aux îles néerlandaises du vent ou îles SSS, dont la langue véhiculaire est l'anglais.

## Ordre des îles
- Par ordre alphabétique : Aruba, Bonaire, Curaçao.
- D'ouest en est : Aruba, Curaçao, Bonaire.
- Par population décroissante : Curaçao, Aruba, Bonaire.
- Par superficie décroissante : Curaçao, Bonaire, Aruba.